# Ryōma Hashimoto
Ryōma Hashimoto (橋本竜馬?, Hashimoto Ryōma; Fukuoka, 11 maggio 1988) è un cestista giapponese.

## Carriera
Con il Giappone ha disputato due edizioni dei Campionati asiatici (2015, 2017).